# ۲-آمینوموکونیک سمی آلدهید
۲-آمینوموکونیک سمی آلدهید (به انگلیسی: 2-Aminomuconic semialdehyde) با فرمول شیمیایی C6H7NO3 یک ترکیب شیمیایی با شناسه پاب‌کم 68510 است. که جرم مولی آن ۱۴۱٫۱۲ گرم بر مول می‌باشد. 